# Necròpolis de Cal Banyes
La necròpolis de Cal Banyes és un jaciment arqueològic situat a Súria (Bages), inclòs a l'Inventari del Patrimoni Arqueològic i Paleontològic de Catalunya.
Es tracta d'un conjunt de sepulcres de lloses, medievals, datables entre els segles VI i X.

## Situació
S'accedeix al jaciment des de la sortida Súria nord de la C-55 (de Manresa a Solsona). Un cop s'arriba a la rotonda de la sortida, cal agafar el trencall al nord que entra dins del bosc en direcció inicialment nord-oest, per després girar cap al nord-est. Al cap d'1,2 quilòmetres des de l'esmentada rotonda s'arriba a un encreuament de camins senyalitzat. Cal agafar el camí de la dreta, que deixa el bosc a mà esquerra i voreja camps de conreu a mà dreta. Al cap de 380 metres s'arriba a una senyalització que condueix, a través d'un corriol, al jaciment, situat només a 230 metres en direcció sud-est.
El lloc on es troba el jaciment excavat i visible es tracta d'una zona de clariana enmig de bosc de pi i matoll, en la part més alta d'un turó boscós encinglerat sobre la riera d'Hortons (que passa a l'est, cent metres més avall).

## Descripció
El jaciment consisteix en una necròpolis de cistes de lloses de pedra, la utilització de les quals se sol situar fonamentalment en els segles XI i xii. Es van detectar, com a mínim, dues zones: una al vessant nord-est del turó, on s'observen en superfície restes d'almenys tres tombes del tipus caixa de lloses, i l'altra a la part superior amb tres tombes més de la mateixa tipologia i distribuïdes de forma radial al voltant del vessant del turó. El 1999, de cara a adequar el jaciment a un itinerari pel patrimoni arqueològic de Súria, es va realitzar una intervenció en aquesta zona superior. S'hi van documentar les restes de tres tombes formades per lloses de mitjanes dimensions, clavades verticalment al terreny i constituint cistes de les que només eren visibles algunes lloses laterals, sense que es conservessin les de coberta, tot i que en la mateixa àrea es documentava, també, alguna llosa de grans dimensions, que podria correspondre a la coberta desplaçada d'alguna de les sepultures. La neteja i excavació arqueològica es va centrar en les tombes. De dues se'n coneix la seva estructura de tipus cista, amb lloses de pedra en els laterals i en el fons. A la tomba 2 es van trobar restes antropològiques pertanyents a dues inhumacions successives, cosa que indicaria que la tomba fou reaprofitada: La inhumació més recent pertanyia a un individu adult enterrat en posició de decúbit supí i amb el cap a l'oest. L'anterior també pertanyia a un individu adult sense que se'n pogués detallar cap altra informació. La tomba 3 estava molt deteriorada. L'excavació arqueològica no va proporcionar cap mena de material excepte les restes òssies. Les tombes estaven col·locades més o menys paral·leles i amb una certa regularitat, amb una separació d'aproximadament un metre. Es presumeix que devia haver-hi algun tipus de senyal que posava de manifest la situació de fosses, mitjançant una estela o un túmul de terra. 
Segons el seu excavador, J.M. Vila, es tractaria d'un cementiri situable en el segle xi, quan ja està plenament consolidat el procés de repoblació del terme de Súria i associat a una zona d'hàbitat, un petit mas medieval les kasas et kasales del qual se situarien probablement no gaire lluny de la zona de la necròpolis. La reutilització d'almenys una de les tombes en constata un ús continuat, demostrant que no correspondria a un fet puntual de caràcter casual.
Durant les tasques de revisió de la Carta Arqueològica, el novembre de 2010, es va comprovar que les tres tombes de cista de llosa excavades el 1999 no presentaven problemes de conservació excepte la vegetació de sotabosc que cobria parcialment les estructures. D'altra banda, la senyalització del lloc en els camins rurals i el cartell explicatiu del jaciment i l'excavació realitzada en el mateix indret del jaciment, continuaven en bon estat i complien bé la seva funció. La resta de tombes detectades el 1999 no es va localitzar, probablement cobertes per la vegetació baixa. 

## Intervenció
La intervenció arqueològica es va portar a terme entre els dies 28 de juny i 9 de juliol de 1999, amb finançament de l'Ajuntament de Súria i de la Diputació de Barcelona i sota la direcció tècnica de Josep M. Vila i Carabasa (Arqueociència S.C.S.). L'equip d'excavació estava format per un grup de set estudiants de primer de Batxillerat de l'IES Mig Món de Súria, que segons un conveni entre l'Ajuntament de Súria i el Departament d'Ensenyament realitzaven d'aquesta manera el Crèdit d'Estada en Empresa obligatori segons els plans d'estudi del Batxillerat. Membres del Grup de Recerca i conservació del Patrimoni, adscrit al Centre Excursionista de Súria, els quals i recollint la tradició oral de la gent del barri de Cal Trist, que es referia al descobriment molt anys enrere d'ossos humans en una zona propera, van iniciar una recerca sistemàtica per tota l'àrea fins a localitzar la necròpolis.
El desenvolupament de la intervenció va individualitzar cada tomba i els seus elements dins del registre estratigràfic, amb un sistema de fitxes específic per a cada enterrament, malgrat la seva migradesa. També es recolliren les dades necessàries per a un futur estudi antropològic físic de les restes humanes exhumades.
La intervenció es va iniciar amb l'obertura d'un corriol a través del bosc, que portés des del camí fins al jaciment i que, amb posterioritat i convenientment senyalitzat per ser incorporat posteriorment a les rutes del patrimoni arqueològic de Súria. A continuació es va realitzar una neteja completa de la vegetació de tota la plana sobre la qual es documentaven les tombes. Un cop neta de matolls la zona, es va poder delimitar amb major precisió l'àrea de la intervenció.
Es tracta d'una àrea de planta aproximadament quadrangular, de 280 metres quadrats, i delimitada pels costats meridional, oriental i septentrional per murs d'aterrassament, mentre que per la banda est es relaciona amb les planes posteriors. la fixació del límit occidental es va realitzar tenint present l'inici del pendent del turó i els afloraments de la roca, que es començaven a documentar en aquell indret i que evidenciaven l'absència total d'estructures.
Un cop delimitat l'espai de la intervenció es va procedir a la neteja i excavació de les tres tombes, que de sud a nord foren numerades com a Tombes, 1, 2 i 3.